# Supercupa Moldovei 2012
La Supercupa Moldovei 2012 è stata la 6ª edizione della Supercoppa moldava.
La partita si è disputata a Tiraspol allo stadio Sheriff Stadium tra il Milsami Orhei, vincitore della coppa e lo Sheriff Tiraspol, vincitore del campionato.
A conquistare il trofeo è stato il Milsami Orhei per 6-5 ai tiri di rigore dopo lo 0-0 dei Tempi supplementari. Per la squadra di Orhei è il primo titolo.

## Tabellino
| Arbitro: | Vyacheslav Banar |

|                                                                |                      |                                                          |
| Metoua Stanojević Khachaturov Samardžič Stojanov Zamaliev Ríos | Tiri di rigore 5 – 6 | Goetz Wellington Simau Guillermo Sosnovschi Furdui Girle |

| Sheriff Tiraspol | Milsami |

### Formazioni
|                 |    |                      |  |       |
|                 |    |                      |  |       |
| POR             | 23 | Vladislav Stojanov   |  |       |
| DIF             | 21 | Tadej Aptiċ          |  |       |
| DIF             | 3  | Joao Pereira         |  | 90+1’ |
| DIF             | 15 | Marcel Metoua        |  |       |
| DIF             | 26 | Miral Samardžič      |  |       |
| CEN             | 77 | Anatol Cheptine      |  | 72’   |
| CEN             | 88 | Marko Stanojević (C) |  | 66’   |
| CEN             | 7  | Alexandru Onica      |  |       |
| CEN             | 8  | Serghei Gheorghiev   |  |       |
| CEN             | 13 | Saša Marjanović      |  | 66’   |
| ATT             | 10 | Aleksandar Pešić     |  | 78’   |
| A disposizione: |    |                      |  |       |
| DIF             | 18 | Artyom Khachaturov   |  | 90+1’ |
| CEN             | 33 | Nail' Zamaliev       |  | 66’   |
| CEN             | 89 | Alexandru Pașcenco   |  | 72’   |
| ATT             | 9  | Darwin Ríos          |  | 78’   |
| Allenatore:     |    |                      |  |       |
| Milan Milanović |    |                      |  |       |

|                   |    |                        |     |     |
|                   |    |                        |     |     |
| POR               | 12 | Adrian Negai           |     | 82’ |
| DIF               | 6  | Bruno Simau            |     |     |
| DIF               | 5  | Adrian Sosnovschi (C)  |     |     |
| DIF               | 15 | Denis Rasulov          |     | 62’ |
| DIF               | 4  | Raphael Wellington     |     | 63’ |
| CEN               | 14 | Muhammad Nuruddin      |     | 88’ |
| CEN               | 23 | Marian Stoleru         |     | 33’ |
| CEN               | 10 | Fernando Espinosa      |     | 86’ |
| CEN               | 7  | Valerian Girle         |     |     |
| CEN               | 11 | Gheorghe Boghiu        |     | 59’ |
| ATT               | 9  | Ousmane Traorè         |     | 74’ |
| A disposizione:   |    |                        |     |     |
| DIF               | 19 | Aleksandru Stadichiuch |     | 88’ |
| CEN               | 8  | Valentin Furdui        |     | 86’ |
| CEN               | 3  | Cornel Goetz           | 81’ | 62’ |
| ATT               | 13 | Guillermo              |     | 59’ |
| Allenatore:       |    |                        |     |     |
| Serghei Cleșcenco |    |                        |     |     |